# Baillolet
Baillolet település Franciaországban, Seine-Maritime megyében. Lakosainak száma 116 fő (2022. január 1.). Baillolet Bailleul-Neuville, Clais, Croixdalle, Lucy és Mesnières-en-Bray községekkel határos.

## Népesség
A település népességének változása:
| Lakosok száma | 106  | 108  | 109  | 106  | 108  | 108  | 109  | 113  | 116  |
|               | 2013 | 2015 | 2016 | 2017 | 2018 | 2019 | 2020 | 2021 | 2022 |